# 엄현석
엄현석(嚴炫晳, 1965년 1월17일~)는 대한민국의 내과 전문의 및 의학박사이다. 현재, 국립암센터 부속병원장과 혈액암센터 혈액종양내과분과 전문의, 국립암센터 국제암대학원대학교 암의생명과학과 겸임교원을 겸하고 있다.

## 학력
- 1983~1989 가톨릭대학교 의과대학 의학과 학사
- 1991~1993 가톨릭대학교 의과대학 대학원 의학과 석사
- 1997~2001 가톨릭대학교 의과대학 대학원 의학과 박사

## 주요 경력
- 1989. 3.~1990. 2. 가톨릭의과대학 수련의
- 1990. 3.~1994. 2. 가톨릭의과대학 전공의
- 1994. 2.~1997. 4. 국군수도통합병원 군의관
- 1997. 5.~1998. 2. 가톨릭의과대학 조혈모세포이식센터 임상강사
- 1998. 3.~2000. 9. 가톨릭의과대학 내과학교실 전임강사
- 2000. 10.~2005. 3. 가톨릭의과대학 내과학교실 조교수
- 2002. 9.~2004. 8. MGH, Harvard Medical School Research Fellow
- 2005. 4.~2019. 1. 국립암센터 특수암센터 전문의
- 2006. 8.~2007. 4. 진료지원센터 QI실 QI실 실장
- 2006. 10.~2007. 4. 특수암센터 무균실 무균실장
- 2007. 4.~2019. 1. 국립암센터 조혈모세포이식실 실장
- 2007. 4.~2009. 7. 적정진료관리실 실장
- 2007. 7.~2013. 8. 국립암센터 혈액암연구과 선임연구원
- 2009. 8.~2019. 1. 국립암센터 특수암센터 혈액종양클리닉 전문의
- 2012. 1.~2013. 8. 국립암센터 혈액암연구과 과장, 선임연구원
- 2012. 3.~2015. 2. 국립암센터 내과 과장
- 2013. 9.~2017. 12. 국립암센터 임상시험센터 센터장
- 2013. 9.~2019. 1. 국립암센터 임상시험센터 전문의
- 2014. 3.~2017. 2. 국제암대학원대학교 시스템종양생물학과 겸임교수
- 2015. 3.~2019. 1. 부속병원 내과 전문의
- 2016. 1.~2021. 2. 국립암센터 혈액암센터 센터장
- 2017. 3.~ 국립암센터국제암대학원대학교 암의생명과학과 겸임교수
- 2019. 2.~ 국립암센터 임상시험센터 전문의
- 2019. 2.~ 국립암센터 혈액종양내과분과 전문의
- 2021. 2.~ 국립암센터 부속병원 부속병원장
- 2021. 3.~ 국립암센터 혈액암센터 전문의

## 수상, 서훈 및 표창
- 2022 보건복지부 장관 표창 - 보건복지부

## 논문
- 2022년 기준 185편(SCIE = 143, 기타 = 42)

## 저서
- 2005 《면역생물학》 - 라이프사이언스